# Bruno Gudelj
Bruno Gudelj, hrvatski je rukometaš, osvajač zlatne medalje na Olimpijskim igrama u Atlanti 1996. godine i zlata na Mediteranskim igrama 1993. u Languedoc-Roussillonu.